# Фонсека, Жуан
Жуа́н Франса Гимарайнс Фонсе́ка (порт.-браз. João Franca Guimarães Fonseca, род. 21 августа 2006, Рио-де-Жанейро) — бразильский теннисист. Победитель одного турнира ATP в одиночном разряде; победитель молодёжного турнира Next Generation ATP Finals (2024).
Победитель одного юниорского турнира Большого шлема в одиночном разряде (Открытый чемпионат США-2023); финалист одного юниорского турнира Большого шлема в парном разряде (Открытый чемпионат Австралии-2023); бывшая первая ракетка мира в юниорском рейтинге ITF (2023).

## Общая биография
Отец — Кристиано, мать — Роберта. Родился и вырос в Рио-де-Жанейро, недалеко от места, где проходит крупнейший теннисный турнир Бразилии из серии ATP 500.

## Спортивная карьера

### 2023: победа на юниорском Открытом чемпионате США
На юниорском Открытом чемпионате Австралии 16-летний Фонсека дошел до финала парного разряда вместе с бельгийцем Александером Блоксом, где уступил американской паре Лёрнер Тьен и Купер Уильямс (4-6 4-6). В одиночном разряде Фонсека уступил Блоксу в упорном матче 1/4 финала — 7-6(9-7) 6-7(7-9) 3-6, а Блокс затем победил в финале.
В феврале дебютировал в турнире ATP, получив wild card в основную сетку турнира ATP 500 на грунте в родном Рио-де-Жанейро. Фонсека уступил в первом круге Алексу Молчану со счётом 0-6 3-6. В парном разряде Фонсека вместе с бразильцем Матеусом Алвесом попал в основную сетку как «лаки-лузер», Фонсека и Алвес уступили в первом круге аргентинской паре Максимо Гонсалес и Андрес Мольтени в двух сетах.
В апреле Фонсека дошёл до 1/4 финала «челленджера» во Флорианополисе, где проиграл в трёх сетах Эдуардо Рибейро. Это был второй в карьере Фонсеки четвертьфинал «челленджера» после турнира в Сан-Леопольдо в ноябре 2022 года.
На юниорском Открытом чемпионате Франции Фонсека в одиночном разряде проиграл в 1/4 финала Лёрнеру Тьену со счётом 3-6 6-2 1-6.
На юниорском Уимбддоне Фонсека также проиграл в 1/4 финала в двух сетах британцу Хенри Сирлу, который затем выиграл турнир.
На юниорском Открытом чемпионате США Фонсека победил в одиночном разряде, обыграв в финале Лёрнера Тьена со счётом 4-6 6-4 6-3.

### 2024: два четвертьфинала турниров ATP, топ-150 рейтинга, победа на Next Gen ATP Finals
В январе Фонсека дошёл до полуфинала «челленджера» на грунте в Буэнос-Айресе, где уступил Денису Попко в двух сетах. На втором «челленджере» в Буэнос-Айресе на грунте Фонсека вместе с Педро Сакамото победил в парном разряде.
В феврале 17-летний Фонсека, который занимал тогда 655-е место в рейтинге, вновь получил wild card в основную сетку турнира ATP 500 на грунте в Рио-де-Жанейро. В первом круге Фонсека обыграл 36-ю ракетку мира Артюра Фиса со счётом 6-0 6-4, одержав свою первую победу на уровне ATP. Фонсека стал первым теннисистом 2006 года рождения, выигравшим матч на уровне ATP. Во втором круге Фонсека обыграл 88-ю ракетку мира Кристиана Гарина со счётом 6-4 6-4. В 1/4 финала Фонсека уступил аргентинцу Мариано Навоне со счётом 6-2 3-6 3-6. Благодаря своему выступлению в Рио Фонсека поднялся на 300 с лишним позиций в рейтинге.
На следующей неделе после 1/4 финала в Рио Фонсека получил wild card на турнир ATP 250 в Сантьяго, где уступил в первом круге Тиаго Агустину Тиранте со счётом 5-7 6-7(3-7).
В марте Фонсека впервые в карьере дошёл до финала «челленджера» на грунте в парагвайском Асунсьоне. В решающем матче Фонсека уступил бразильцу Густаво Хейде со счётом 5-7 7-6(8-6) 1-6.
В апреле на турнире ATP 250 в Бухаресте Фонсека, получивший wild card, обыграл в первом круге 51-ю ракетку мира Лоренцо Сонего со счётом 7-6(7-5) 7-5. Во втором круге Фонсека обыграл опытного Раду Албота из Молдавии в двух сетах. В 1/4 финала Фонсека в упорном матче уступил 41-й ракетке мира Алехандро Табило со счётом 6-4 6-7(5-7) 4-6. Благодаря выходу в четвертьфинал Фонсека впервые поднялся в топ-250 мирового рейтинга.
Также в апреле Фонсека получил wild card на турнир серии Мастерс в Мадриде. В первом круге Фонсека обыграл американца Алекса Микелсена со счётом 4-6 6-0 6-2. Это был его первый матч и первая победа на турнирах серии Мастерс. Во втором круге Фонсека проиграл в двух сетах 30-й ракетке мира Кэмерону Норри.
На Уимблдоне Фонсека впервые в карьере сыграл в квалификации турнира Большого шлема, уступив в первом же матче испанцу Алехандро Моро Каньясу со счётом 6-4 3-6 6-7(10-12).

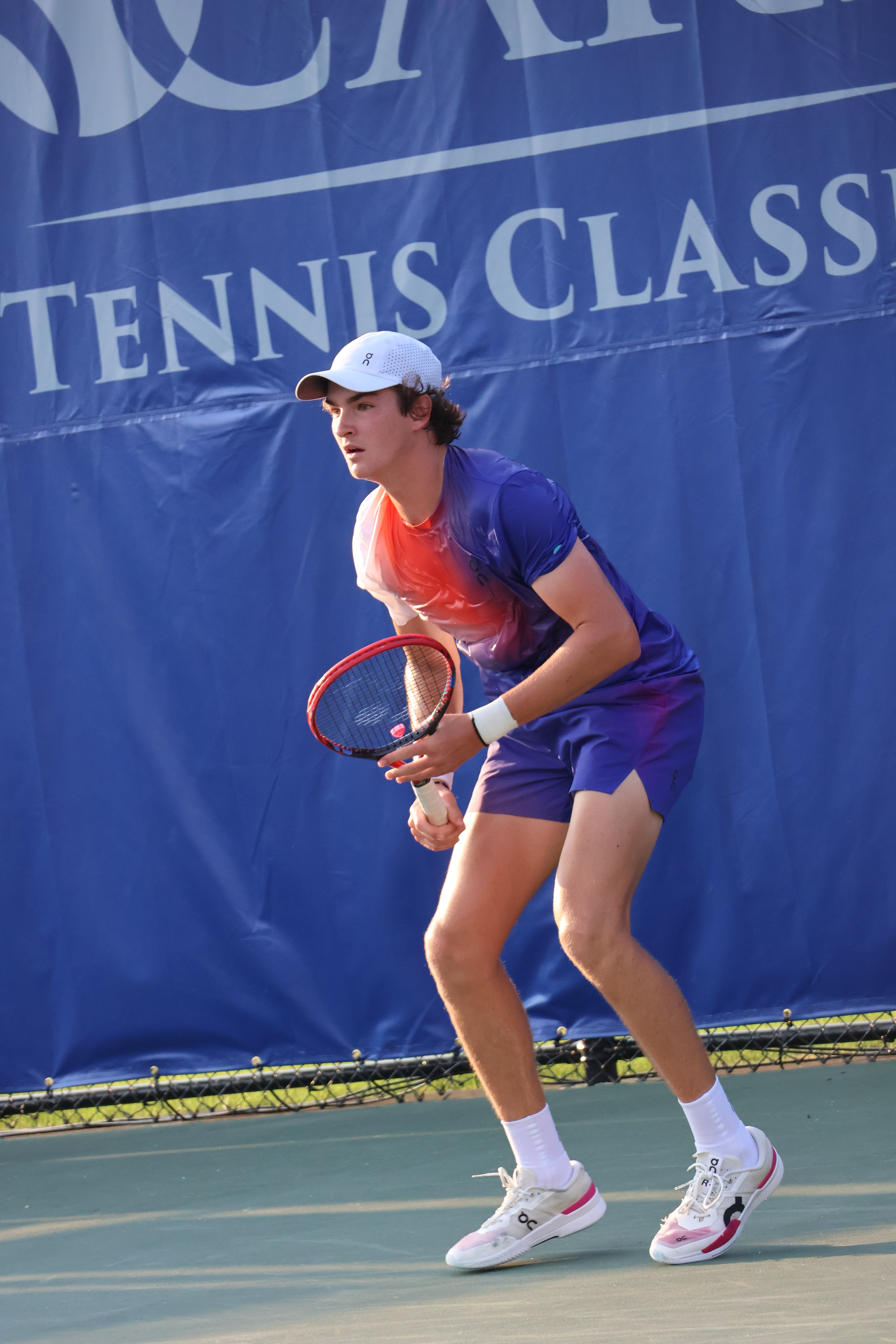
2024 год

В начале августа Фонсека впервые в карьере выиграл «челленджер». На турнире на харде в американском Лексингтоне в пяти матчах Фонсека не проиграл ни одного сета. В финале был обыгран Ли Ту из Австралии — 6-1 6-4. Благодаря этому Фонсека впервые вошёл в топ-200 рейтинга.
В квалификации Открытого чемпионата США Фонсека в первом круге обыграл Лукаша Клейна в трёх сетах, а во втором круге в день своего 18-летия уверенно переиграл француза Кальвена Эмери (6-4 6-3). В третьем круге квалификации в матче против 341-й ракетки мира Элиота Спиццирри отыграл подачу на матч и несколько матчболов во втором сете, но всё же уступил в трёх партиях — 6-7(8-10) 7-6(7-5) 4-6.
В начале сентября на харде в зале в Болонье играл за Бразилию в Кубке Дэвиса. Фонсека обыграл бельгийца Рафаэля Коллиньона в трёх сетах и 68-ю ракетку мира нидерландца Ботика ван де Зандсхюлпа в двух сетах, а затем проиграл итальянцу Маттео Берреттини в двух сетах.
В ноябре дошёл до полуфинала «челленджера» на харде в Лионе. В декабре Фонсека победил на турнире 8 лучших молодых игроков Next Generation ATP Finals, будучи сеянным под низшим 8-м номером. Он выиграл все три матча на групповой стадии у Артюра Фиса, Лёрнера Тьена и Якуба Меншика. В полуфинале Фонсека разромил француза Люку Ван Аша, а в финале ещё раз обыграл Лёрнера Тьена. Фонсека, будучи 145-й ракеткой мира, стал самым низкорейтинговым победителем в истории этого турнира.

### 2025: первый титул ATP, первая ракетка Бразилии, топ-50 рейтинга
В начале января выиграл «челленджер» на харде в Канберре, не отдав ни одного сета в пяти матчах и ни разу не сыграв тай-брейк.
В середине января 2025 года на Открытом чемпионате Австралии прошёл квалификацию, ни разу не отдав более 5 геймов, в финальном раунде победив аргентинца Тьяго Агустина Тиранте со счётом 6-4 6-1, и впервые вышел в основную сетку одиночного разряда турнира Большого шлема. В первом круге Фонсека победил девятую ракетку мира Андрея Рублёва в трёх сетах со счётом 7-6(7-1) 6-3 7-6(7-5). Фонсека стал самым молодым теннисистом за 23 года, выигравшим у игрока топ-10 в первом круге турнира Большого шлема. Во втором круге Фонсека был фаворитом в матче против 55-й ракетки мира Лоренцо Сонего, но проиграл более опытному итальянцу в первом в своей карьере пятисетовом матче со счётом 7-6(8-6) 3-6 1-6 6-3 3-6.

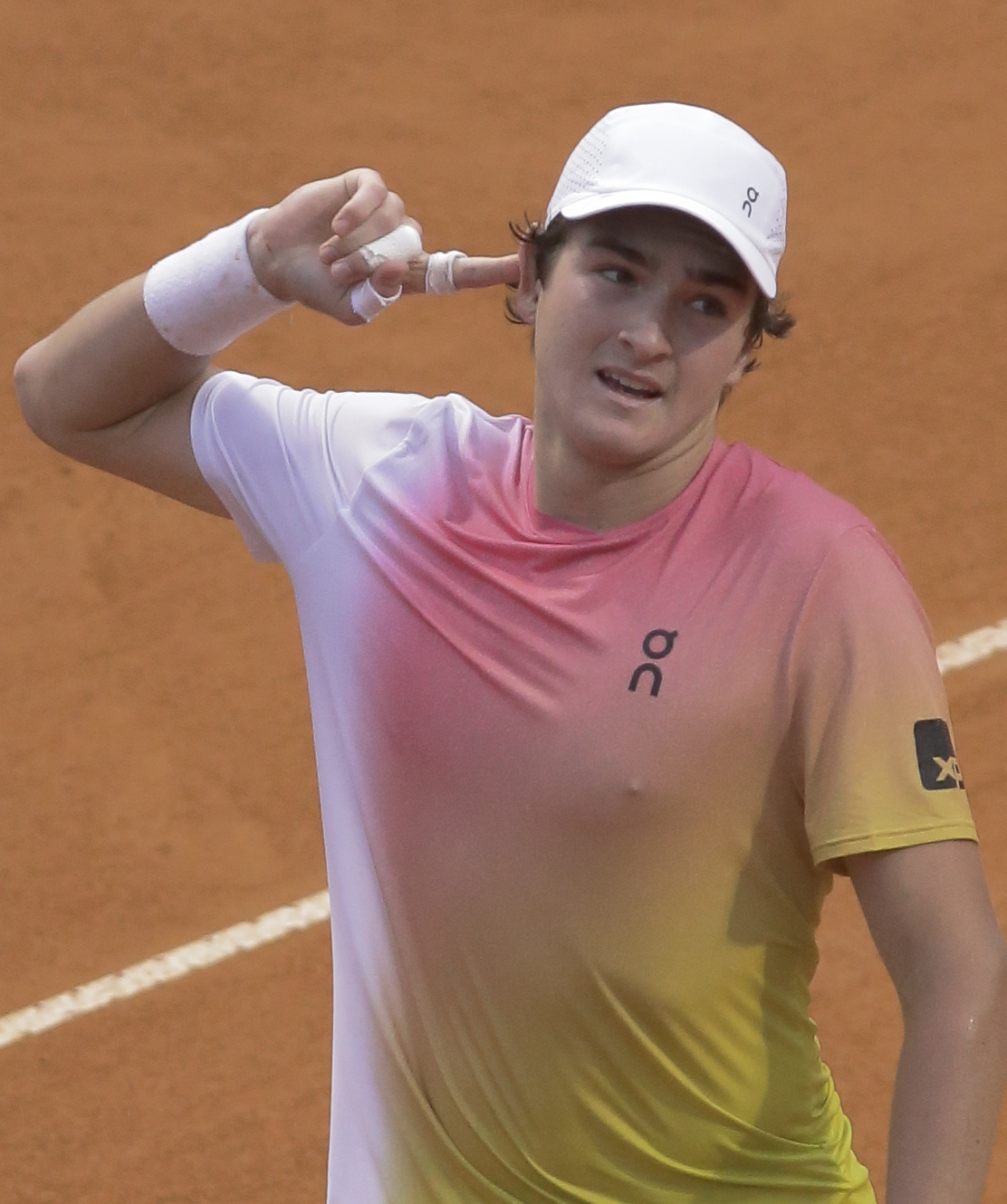
Фонсека на турнире в Буэнос-Айресе, где он впервые завоевал титул ATP

В феврале на турнире ATP 250 на грунте в Буэнос-Айресе последовательно обыграл трёх аргентинцев — Томаса Мартина Этчеверри (6-3 6-3), Федерико Кориа (2-6 6-4 6-2) и Мариано Навоне (3-6 6-4 7-5). В матче против Навоне Фонсека уступал с брейком во втором сете, а затем 3-5 в третьем сете, отыграв двойной матчбол на своей подаче. В полуфинале турнира обыграл Ласло Дьёре со счётом 7-6(7-3) 5-7 6-1 и впервые в карьере вышел в финал турнира ATP. В финале Фонсека обыграл 28-ю ракетку мира Франсиско Серундоло со счётом 6-4 7-6(7-1). Во втором сете Фонсека дважды не подал на матч, но затем уверенно выиграл тай-брейк. Фонсека стал самым молодым представителем Южной Америки с 1990 года, выигравшим титул ATP. В целом в более юном возрасте титул ATP выигрывали только 6 игроков с 1990 года (Ллейтон Хьюитт, Андрей Медведев, Рафаэль Надаль, Кэй Нисикори, Карлос Алькарас и Майкл Чанг). По итогам турнира Фонсека поднялся с 99-го на 68-е место в рейтинге и впервые в карьере стал первой ракеткой Бразилии. 
Через несколько дней после победы в Буэнос-Айресе на турнире ATP 500 на грунте в Рио-де-Жанейро в первом круге уступил в двух сетах Александру Мюллеру — 1-6 6-7(4-7), ни разу не взяв подачу соперника. После матча Фонсека заявил, что, будучи полностью физически готовым, не справился психологически с давлением трибун, которые ожидали победы от местного игрока. Мюллер, который затем дошёл до финала турнира, после матча заявил, что когда-нибудь расскажет своим детям, что обыграл Фонсеку на центральном корте в Рио-де-Жанейро, добавив, что бразилец станет «легендой нашего спорта».
В марте турнире серии ATP Masters 1000 на харде в Индиан-Уэллсе Фонсека во втором круге проиграл будущему победителю 14-й ракетке мира Джеку Дрейперу со счётом 4-6 0-6. Матч был прерван в первом сете при счёте 4-4 очень громкой сиреной на корте, после чего Фонсека проиграл 8 геймов подряд. Вслед за этим Фонсека выступил на «челленджере» на харде в американском Финиксе с сильным составом участников (все сеянные входили в топ-80 мирового рейтинга) и выиграл его, отдав в пяти матчах только одну партию. В финале на двух тай-брейках Фонсека обыграл Александра Бублика из Казахстана. За всю историю только один игрок из Южной Америки выигрывал три «челленджера» в более юном возрасте — Хуану Мартину Дель Потро это удалось ещё до достижения 18 лет. По итогам турнира Фонсека поднялся на 60-е место в рейтинге.
На турнире серии ATP Masters 1000 на харде в Майами Фонсека в первом круге в очередной раз обыграл Лёрнера Тьена — 6-7(1-7) 6-3 6-4. Во втором и третьем сете на подаче Фонсеки был всего один брейк-пойнт, который он отыграл. Ещё более впечатляюще на подаче Фонсека сыграл в матче второго круга против 20-й ракетки мира Юго Эмбера. За матч Фонсека на своей подаче отдал всего 4 очка из 40 разыгранных, соперник ни в одном гейме не сумел выиграть более двух мячей на приёме. Сам же Фонсека сделал три брейка и победил 6-4 6-3. В третьем круге Фонсека уступил 11-й ракетке мира Алексу де Минору со счётом 7-5 5-7 3-6.
В апреле на турнире серии Masters на грунте в Мадриде в первом круге Фонсека уверенно победил 21-летнего датчанина Эльмера Мёллера (6-2 6-3). У соперника за весь матч не было ни одного брейкпойнта. Во втором круге Фонсека встретился с 12-й ракеткой мира Томми Полом. В первом сете у Фонсеки было 6 брейкпойнтов, но он не реализовал ни одного, и партия дошла до тай-брейка, где бразилец вёл 5-2 и затем 6-4, но проиграл 7-9. Во втором сете Фонсека отыграл брейк и при счёте 5-4 в свою пользу имел два сетбола на подаче Пола, но не реализовал их, а затем проиграл сет на тай-брейке со счётом 3-7. За матч Фонсека реализовал 1 брейкпойнт из 11, а его соперник 1 из 1.
На турнире серии Masters на грунте в Риме проиграл в первом круге Фабиану Марожану в двух сетах. После этого взял паузу и не выступал до Открытого чемпионата Франции.
На Открытом чемпионате Франции впервые напрямую попал в основную сетку турнира Большого шлема и в первом круге разгромил 30-го сеянного Хуберта Хуркача — 6-2 6-4 6-2. Во втором круге Фонсека в трёх сетах с двумя тай-брейками обыграл француза Пьера-Юга Эрбера и впервые в карьере вышел в третий круг турнира Большого шлема. В третьем раунде Фонсека проиграл пятой ракетке мира Джеку Дрейперу со счётом 2-6 4-6 2-6.
Перед Уимблдонои сыграл на двух турнирах на траве. В немецком Халле в первом круге уступил 24-й ракетке мира Флавио Коболли на тай-брейке третьего сета. В Истборне в первом круге обыграл Зизу Бергса, а во втором круге уступил пятой ракетке мира Тейлору Фрицу со счётом 3-6 7-6(7-5) 5-7.
На Уимблдонском турнире Фонсека впервые сыграл в основной сетке этого турнира Большого шлема. В первом круге Фонсека обыграл в 3 сетах британца Джейкоба Фернли, а во втором круге в 4 сетах победил Дженсона Бруксби. В третьем круге Фонсека проиграл 143-й ракетке мира Николасу Ярри в 4 сетах — 3-6 4-6 6-3 6-7(4-7). На тай-брейке 4-го сета Фонсека вёл 4-2, но затем проиграл 5 мячей подряд.
21 июля впервые в карьере вошёл в топ-50 мирового рейтинга, поднявшись на 47-ю позицию. 18-летний Фонсека на тот момент являлся самым молодым игроком не только топ-50 рейтинга, но и топ-200 рейтинга.
На турнире серии Masters на харде в Торонто в первом круге проиграл 103-й ракетке мира Тристану Скулкейту в двух сетах.
На турнире серии Masters на харде в Цинциннати в первом круге Фонсека обыграл Бу Юньчаокэтэ (4-6 6-2 7-5). Во втором круге Фонсека уступал испанцу Алехандро Давидовичу Фокина со счётом 6-7(4-7) 0-4 и 0-30, но затем выиграл 5 геймов подряд, после чего соперник отказался от игры. В третьем круге Фонсека проиграл 136-й ракетке мира Терансу Атману (3-6 4-6).

## Рейтинг на конец года
| Год  | Одиночный рейтинг | Парный рейтинг |
| 2024 | 145               | 538            |
| 2023 | 727               | 711            |
| 2022 | 832               | 964            |
| 2022 |                   | 1278           |

## Выступления на турнирах

### Финалы турнировATPв одиночном разряде (1)

#### Победа (1)
| Легенда                     |
| --------------------------- |
| Турниры Большого шлема (0)* |
| Итоговый турнир ATP (0)     |
| Мастерс (0)                 |
| АТР 500 (0)                 |
| АТР 250 (1)                 |

| Титулы по покрытиям | Титулы по месту проведения матчей турнира |
| ------------------- | ----------------------------------------- |
| Хард (0)*           | Зал (0)                                   |
| Грунт (1)           | Зал (0)                                   |
| Трава (0)           | Открытый воздух (1)                       |
| Ковёр (0)           | Открытый воздух (1)                       |

* количество побед в одиночном разряде.
| №  | Дата            | Турнир                  | Покрытие | Соперник в финале   | Счёт       |
| 1. | 16 февраля 2025 | Буэнос Айрес, Аргентина | Грунт    | Франсиско Серундоло | 6-4 7-6(1) |

### Финалы выставочных турнировATPв одиночном разряде (1)

#### Победа (1)
| №  | Дата            | Турнир                                        | Покрытие   | Соперник в финале | Счёт               |
| 1. | 22 декабря 2024 | Финал ATP среди теннисистов не старше 21 года | Хард (зал) | Лёрнер Тьен       | 2-4 4-3(8) 4-0 4-2 |

## Победы над теннисистами из топ-10
- Фонсека имеет баланс 1 победа — 2 поражения против игроков, которые на момент проведения матча входили в десятку лучших.

По состоянию на 17 января 2025 года
| Сезон | 2024 | 2025 | Всего |
| Побед | 0    | 1    | 1     |

| №    | Игрок         | Рейтинг | Турнир                       | Покрытие | Этап      | Счёт              | Рейтинг Фонсеки |
| ---- | ------------- | ------- | ---------------------------- | -------- | --------- | ----------------- | --------------- |
| 2025 |               |         |                              |          |           |                   |                 |
| 1.   | Андрей Рублёв | 9       | Открытый чемпионат Австралии | Хард     | 1-й раунд | 7-6(1) 6-3 7-6(5) | 112             |